# Guerra civil incaica
La guerra civil incaica, o guerra de sucesión incaica, fue un conflicto armado entre los hermanos Huáscar y Atahualpa por la sucesión al trono del Tahuantinsuyo tras la muerte del Inca Huayna Cápac. Aunque se estima que el conflicto comenzó en 1529, la victoria de Atahualpa se consolidó en 1532, semanas antes de su captura y posterior ejecución a manos de Francisco Pizarro en Cajamarca.
Las crónicas ofrecen versiones divergentes sobre el conflicto. Algunos relatos indican que se resolvió en una sola batalla, mientras que otros sostienen que fue una guerra prolongada que finalizó con la captura de Huáscar.
La guerra debilitó gravemente al imperio, facilitando la conquista española y la caída del Tahuantinsuyo.

## Antecedentes

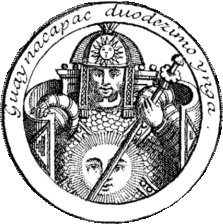
Huayna Cápac, undécimo Sapa Inca (1493-1525), padre de Huáscar y Atahualpa.

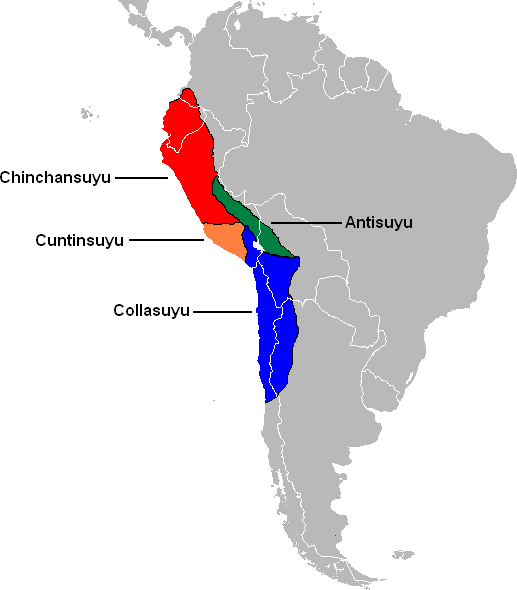
Expansión incaica durante el reinado de Huayna Cápac.

Hacia 1490 el Inca Túpac Yupanqui inició la conquista de la región del actual Ecuador, sin embargo, el dominio no quedó asegurado. Su hijo y sucesor Huayna Cápac, alrededor de 1515, tuvo que organizar un ejército de 40.000 hombres para someter las constantes revueltas de los pueblos de la zona, afectando principalmente Quito, Tomebamba, Puná, Tumbes y Pastos. Acompañándolo en sus campañas estuvieron sus hijos Ninan Cuyuchi y Atahualpa, con sus mejores generales, dejando en Cuzco a Huáscar (o Topa Cusi Huallpa) con tres orejones (nobles), Hilaquita, Auqui Topa Inca y Tito Atauchi, a cargo de la administración de la capital. De este modo se pasó Huayna Cápac sofocando rebeliones o conquistando nuevas tierras. Cuando no estaba en campaña, radicaba en Tomebamba, supuesto lugar de su nacimiento. Ahí pasó la mayor parte de sus últimos diez años de vida, lo que agudizó la futura crisis.
En 1525 se produjo una epidemia de una enfermedad desconocida para los incas, identificada por historiadores posteriores usualmente con la viruela o el sarampión, que causó la muerte de Huayna Cápac en Quito. Antes de morir, Huayna Cápac había designado como príncipe sucesor a Ninan Cuyuchi, pero este también había enfermado y muerto en Tomebamba sin que lo supiera su padre. Aunque un grupo de curacas intentó mantener en secreto la muerte del Sapa Inca y de su sucesor para evitar rebeliones, Huáscar se enteró por medio de su madre Raura Ocllo, que viajó rápidamente de Quito a Cuzco. La peste había matado también a dos de los orejones regentes en la capital, dejando como la mejor opción a Huáscar para suceder a su padre, elección que fue ratificada por los nobles cuzqueños. Atahualpa, en tanto, se encontraba en campaña junto al ejército y pasó desapercibido. Era el preferido de los mandos militares; los comandantes más influyentes y capaces habían decidido quedarse con él en Quito y Tomebamba.
Otras fuentes indican que Huayna Cápac de hecho nombró para su sucesión, en primera opción a Ninan Cuyuchi y en segundo lugar a Huáscar, mientras que inicialmente no se preocupó de Atahualpa; posteriormente y tras consultarlo con sus hijos mayores, dejaría a Atahualpa como herencia el cargo de curaca o gobernador de Quito.
En el Cuzco, Chuquishuaman y Conono, hermanos de Huáscar, intentaron sublevarse para poner en el trono a Cusi Atauchi, pero el intento falló y la desconfianza y preocupación comenzaron a crecer en Huáscar. Cuando llegó la momia de Huayna Cápac al Cuzco, Huáscar se enfureció pues la delegación no había traído consigo a Atahualpa. Mató a varios nobles cuzqueños solo por ser sospechosos de traición y de esa forma empezó a ganarse la antipatía de la nobleza cuzqueña.
Huáscar veía en Atahualpa la mayor amenaza a su poder, ya que este había pasado una década combatiendo en las campañas de su padre y tenía el apoyo de muchos. No se opuso a que permaneciera como gobernador de Quito, por respeto a los deseos de su difunto padre, pero con dos condiciones: que no hiciera campañas militares para expandir sus territorios y que se reconociera vasallo suyo y le pagara tributos. Atahualpa aceptó.
Lo cierto es que el territorio bajo el dominio de Atahualpa era un área muy rica y poblada, teniendo este la posibilidad de realizar campañas de conquista a los ricos pueblos al norte de esta, algo a lo que, por cierto, ya no podía aspirar Huáscar, pues su frontera norte quedaba prácticamente cerrada por los dominios de su hermano. Huáscar comprendió que Atahualpa podía fácilmente fortalecerse hasta llegar a tener la capacidad de enfrentársele para someterlo. Atahualpa contaba además con las mejores tropas del imperio y los generales más experimentados de las campañas de su padre. Una tensa paz duró no más de cinco años, sin que ninguno de los dos realizara alguna campaña militar y dedicándose a disfrutar de las riquezas que heredaron. Huáscar aprovechó ese tiempo para conseguir el apoyo de los cañaris, una poderosa etnia que dominaba extensos territorios del norte del imperio y mantenían rencores hacia Atahualpa, pues este los había combatido durante las campañas de su padre. 
Como las relaciones con su medio hermano empeoraron progresivamente, Atahualpa viajó a Tomebamba, donde ordenó la construcción de varios edificios en honor presuntamente a Huáscar, pero lo único que logró fue aumentar las intrigas y desconfianzas del gobierno del Cuzco. Los huascaristas veían en cada acción de Atahualpa una señal de traición y los atahualpistas consideraban que los cuzqueños deseaban para sí los beneficios y riquezas del imperio, excluyéndolos a ellos. Fue entonces cuando Ullco Colla o Chapera, curaca de Tomebamba, envió mensajeros a Huáscar con noticias de que Atahualpa planeaba rebelarse.
Atahualpa, desde Quito, mandó presentes a su hermano en señal de respeto y reconocimiento de la corona, pero Huáscar asesinó a los mensajeros y mandó a otros con regalos despectivos (consistentes en ropas y adornos de mujer) y un mensaje que ordenaba a Atahualpa ir al Cuzco. Atahualpa fue convencido en Quito por sus generales de que si iba a Cuzco sería asesinado y que era mejor derrotar a Huáscar para que lo suplantara en el mando.

«desde Xauxa hasta Quito y Nobo Reyno fue lo de Atahualpa y desde Xauxa hasta Chile, lo de Uascar»
Guamán Poma de Ayala, Nueva corónica y buen gobierno, tomo ii, p. 351

## Guerra entre Huascar y Atahualpa

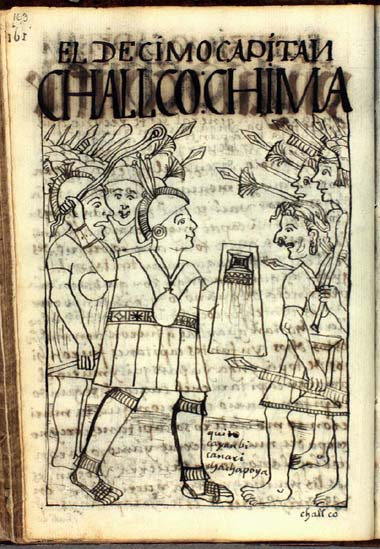
El capitán inca Chalcuchímac luchando contra las etnias del norte, según un dibujo de Guaman Poma.

### 1° versión: Guerra breve
Según algunos cronistas, la única batalla fue el enfrentamiento de Quipaipán o Quepaipa, donde Chalcuchímac y Quizquiz apresaron a Huáscar.
El punto de inicio fue cuando Huáscar ordenó a su medio hermano Atahualpa presentarse en el Cuzco para que le jurara formalmente su vasallaje. Desconfiando de las intenciones de Huáscar, Atahualpa ordenó públicamente hacer todos los preparativos para el viaje, pero en secreto ordenó a sus generales Chalcuchímac, Quizquiz y Rumiñahui marchar con diferentes grupos de tropas al sur.
Atahualpa, astutamente, no avanzó más al sur una vez que alcanzó con su comitiva el límite sur de sus dominios, mientras que su ejército continuó su avance. Las unidades de los generales Chalcuchímac y Quizquiz se juntaron, hecho del que fue informado Huáscar. Los 20.000 soldados quiteños cruzaron el río Apurímac en franca actitud bélica, y posteriormente se les unió un refuerzo de 10.000 soldados más.
Los atahualpistas llegaron hasta Villcacunca, a 30 kilómetros del Cuzco. Húascar salió a enfrentarlos con 10.000 hombres y acampó a 15 km de la capital, mientras esperaba refuerzos del Contisuyo. Pero las tropas de Atahualpa les atacaron y en la zona llamada Quipaipán se dio la batalla decisiva. El enfrentamiento fue muy sangriento y los quiteños resultaron vencedores gracias a la experiencia de sus comandantes. Huáscar fue capturado después de la batalla, cuando intentaba escapar. Tras enterarse de la victoria, Atahualpa viajó a Xauxa donde llamó a todos los orejones y curacas del imperio al sometimiento. Pero, según Agustín de Zárate, entre la batalla de Quipaipán y la llegada de los españoles pasaron "casi dos años y medio" en los que el curaca norteño tuvo que dedicarse a someter las rebeliones constantes de las tropas leales a Huáscar en todo el imperio.
Dichas campañas fueron muy sangrientas, asegurándose que en Tomebamba, capital de los cañaris, se masacraron a 60.000 personas. Estas masacres fueron constantes durante la guerra. Todas estas luchas impidieron a Atahualpa dirigirse al Cuzco, hasta que una vez diezmadas las tropas de sus enemigos, pudo finalmente emprender la marcha hacia la capital imperial. Se hallaba en ese trayecto, cuando repentinamente tuvo que cambiar sus planes, al enterarse de la llegada de un grupo de extranjeros, que resultaron ser los conquistadores españoles.

### Rebelión de Atahualpa
Aproximadamente en 1529, cuando Atahualpa hacía los preparativos para la guerra en Tomebamba, resultó apresado. Al respecto, hay dos versiones: una afirma que sus captores fueron cañaris leales a Huáscar; la otra asegura que fue derrotado y capturado por tropas cuzqueñas al mando de Huanca Auqui. Lo cierto es que fue encerrado en un tambo real, de donde fue liberado durante la noche por sus partidarios. Se dice que una mamacuna (mujer principal) le proporcionó una barra de cobre con la que hizo un forado en la pared y logró escabullirse sin ser notado por sus vigilantes, “que festejaban el triunfo” con bebidas espirituosas. Atahualpa aprovechó propagandísticamente este episodio, haciendo creer a la gente que el Inti o dios Sol lo había transformado en amaru (serpiente) para que pudiera escaparse por una rendija del tambo real. Esa leyenda se propaló por todo el Imperio y convirtió a Atahualpa en un ser mítico.
Atahualpa huyó a Quito donde reorganizó sus fuerzas y atacó Tomebamba. Ulco Colla y Hualtopa (gobernador cuzqueño de la ciudad) huyeron con la mayoría de los hombres adultos para unirse a las tropas huascaristas, mientras que las mujeres y niños se quedaron en la ciudad, siendo estos masacrados por el ejército atahualpista. Se dice que fueron mil o sesenta mil las vidas cegadas, dependiendo de si se cree a Gonzalo Fernández de Oviedo o a Agustín de Zárate, respectivamente.
Durante su marcha hacia Caxabamba, Atahualpa ordenó masacrar a todos los pueblos y tribus que se habían aliado a Huáscar. Poco antes de la rebelión quiteña, Huáscar había mandado llamar a los curacas de los pueblos de la región de Tallán (tumbiz, punaeños, chimúes, yungas, guayacundos y cañaris) quienes juraron lealtad al monarca cuzqueño. Atahualpa, arrasando todo a su paso, llegó a Tumbes, donde la mayoría de la población le apoyaba. El curaca local Chirimasa o Chili Masa se convirtió en uno de sus principales aliados y dispuso a 12.000 soldados en balsas para conquistar la isla Puná, cuyos 12.000 habitantes habían sido tradicionalmente rivales de los tumbiz y leales a Huáscar. Los siete caciques de la isla, destacando Cotorí y Tumbalá (bautizado después como Francisco Tumbalá), salieron a enfrentarles con sus 3.000 guerreros en balsas. Se produjo la "mayor batalla naval de tiempos prehispánicos". Los isleños, que eran grandes navegantes, derrotaron al ejército inca superior en número, que perdió toda esperanza de victoria cuando Atahualpa fue herido por una flecha en una pierna, siendo llevado a Cajamarca para ser curado en sus aguas termales.
Tras esto, los punaeños invadieron Tumbes, saqueándola y reduciéndola a cenizas, capturando 600 personas entre soldados quiteños y locales. Atahualpa tuvo nuevamente que retroceder a Quito a reorganizar sus fuerzas. Cuando los atahualpistas volvieron al sur, los punaeños retrocedieron a su isla llevándose a los prisioneros y un gran botín. Al parecer, tiempo después, al consumarse la derrota de los cuzqueños, los de Puná optaron finalmente por aliarse con Atahualpa.

### Ofensivas cuzqueñas y batalla de Chillopampa

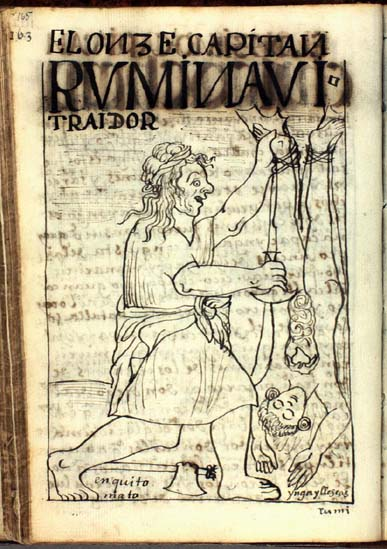
Rumiñahui profana el cuerpo de Illescas, según un dibujo de Guamán Poma de Ayala.

Hacia 1530, Huáscar organizó un poderoso ejército y lo envió al norte al mando de su hermano, el general Atoc o Atoco. Tenía 30.000 hombres con los que triplicaba las fuerzas de su rival. Otras fuentes dicen que el ejército de Atahualpa estaba constituido por 40.000 hombres, veteranos pagados de las guerras de su padre, y el de Huáscar de sólo 30.000 reunidos en Tomebamba que incluían cañaris, paltas y chaparras además de 2.000 veteranos cuzqueños. Según una fuente, la destrucción de Tomebamba se dio después de la derrota de la ofensiva cuzqueña y tras su victoria en Ambato las fuerzas de Atahualpa marcharon al sur, primero intentando tomar la isla Puná con una fuerza de 15.000 hombres en 700 balsas que fue vencida, costándole 4.000 tropas.
Mientras que en Quito, Atahualpa organizó sus fuerzas, reunió a sus generales Chalcuchímac, Quizquiz, Rumiñahui y Ucumari y les ordenó marchar. También envió espías al sur para que vigilaran a las tropas de Atoc. El plan cuzqueño era básicamente avanzar al norte hasta tomar Tomebamba y Quito. No se sabe dónde se produjo el encuentro o cuantos fueron; la mayoría de historiadores dicen que el primer enfrentamiento se produjo en Chillopampa donde vencieron los huascaristas,  pero el cronista Miguel Cabello de Balboa afirma que el primer encuentro se libró en Mullihambato y que en una segunda batalla resultaron vencedores los atahualpistas. Mientras que Pedro Cieza de León dice que solo hubo una batalla, donde triunfaron los atahualpistas.
Victoriosos los huascaristas en Chillopampa, no consiguieron capturar a Atahualpa, que observaba la batalla desde una colina con su guardia personal. Según otras fuentes, Atahualpa se encontraba en Quito y al saber de la derrota, marchó con las tropas que pudo reunir hasta Latacunga para reforzar a sus soldados, ordenando al general Chalcuchímac dejar de retroceder y plantear batalla al enemigo.

### Batalla de Mullihambato

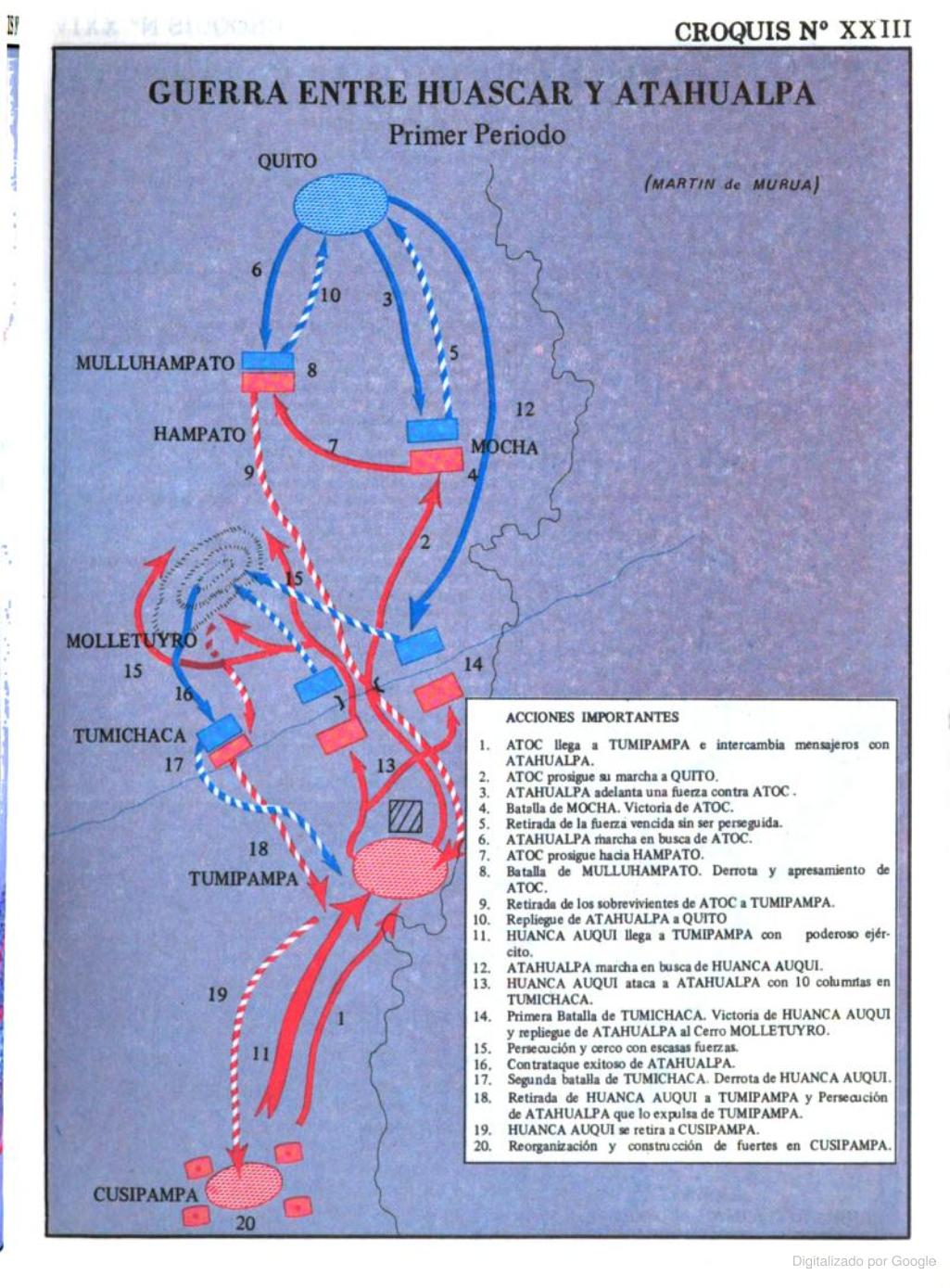
Acciones bélicas en el norte del Tahuantinsuyo.

Tras la derrota de Chillopampa, Atahualpa reorganizó sus fuerzas y recibió refuerzos desde Quito. Sus soldados se retiraron de forma escalonada para impedir que el enemigo los destruyera mientras les perseguía, hasta que tomaron posiciones al norte del río Ambato.
Los huascaristas estaban confiados de su victoria y avanzaron hacia a la aldea. Secretamente, por la noche, Chalcuchímac moviliza 5000 soldados por la cordillera occidental y al amanecer ataca por la retaguardia a los cuzqueños. Inmediatamente el grueso del ejército quiteño atraviesa el río y logran emboscar a los huascaristas, quienes huyeron a Tomebamba presas del pánico.
Fortalecidos pues los atahualpistas, libraron una segunda batalla, y esta vez, bajo el mando de los hábiles generales Quizquiz y Chalcuchímac, obtuvieron el triunfo. Esta batalla se dio en Ambato o Mullihambato o en el Chimborazo (según la fuente). Lo que todos concuerdan es que la campaña terminó en una severa derrota de Huáscar; el curaca cañari Ullco Colla y los generales Atoc y Hango fueron capturados y ejecutados cruelmente. Según algunas versiones, fueron cegados y abandonados a su suerte, otras dicen que se les arrancó la piel para hacer tambores de guerra. Del cráneo de Atoc, “mandó hacer Challcuchima un recipiente con adornos de oro para beber chicha”.
Atahualpa empezó a reunir más tropas en Quito para proseguir la campaña. Busca venganza hacia los cañaris atacando Tomebamba, pero Huáscar reacciona enviando un nuevo ejército al mando del príncipe Huanca Auqui. Los huascaristas intentaron organizar una resistencia en la entrada de la urbe pero fueron vencidos, Auqui tuvo que cruzar el río Matadero y llegar a Cusibamba para reagrupar a los sobrevivientes.
Sin obstáculos, el ejército atahualpista se apodera de Tomebamba, saqueándola y matando hasta 60 000 personas según las crónicas y castigando duramente a los nobles cuzqueños que se encontraban.

“Y llegando a la ciudad de los Cañares (nota: Cañaris) mató 60 mil hombres de ellos, porque le habían sido contrarios.

Y metió fuego y a sangre y asoló la población de Tumibamba situada en un llano, ribera de tres ríos, la cual era muy grande.
Y de allí fue conquistando la tierra.

Y de los que se defendían no dejaba hombre vivo”.
Agustín de Zárate

Luego de las acciones descritas anteriormente, Atahualpa se dirige hacia Tumbes, destruyendo todos los poblados que se topaba. De Tumbes lanzó un ataque con balsas a la isla de la Puná, partidarios de Huáscar. El curaca de la Puná, enterado de las intenciones de Atahualpa, también reunió un ejército de balsas, y le salió al encuentro hacia los atahualpistas. El combate fue feroz, Atahualpa fue herido en una pierna y su ejército llevó la peor parte, tanto así, que tuvieron que retirarse y retornar a Quito. El victorioso curaca de la Puná, invadió Tumbes y la castigó duramente, tomando prisioneros a la guarnición dejada por Atahualpa. A la llegada de Francisco Pizarro a Tumbes, solo encontró a 600 atahualpistas prisioneros.

### Las medidas estrictas de Huáscar
Mientras esto ocurría al norte del Tahuantinsuyo, en el Cuzco, Huáscar que había sido elegido por la nobleza cuzqueña, se mostraba como un gobernante “pusilánime, violento, cruel y desatinado”. No logró captar la simpatía de la clase dirigente incaica ni el respeto de los generales del ejército de su padre que se hallaban en la capital.[cita requerida] Además de lo anterior, Huáscar se hizo impopular porque no asistía a los festejos y comidas que se realizaban en la plaza principal, y que eran organizadas por las panacas; apartó de su entorno a los integrantes de los ayllus, que tradicionalmente se encargaban de su custodia y en su reemplazo, se rodeó de un grupo de cañaris y chachapoyas y llegó a amenazar a las panacas de despojarlas de sus tierras y otros bienes.[cita requerida] Lo que colmó el vaso, fue que ordenó enterrar las momias que las panacas conservaban; la tradición dice que le oyeron decir: “en el Cuzco hay más momias que vivos”. [cita requerida]

"... según las costumbres cuzqueñas, las momias de los difuntos Incas se conservaban como si éstos estuviesen con vida, rodeadas de sus mujeres y servidores. Suyos eran los mejores campos de las afueras del Cuzco, es así que los muertos gozaban de mayores riquezas y privilegios que los vivos. Alrededor de los cuerpos de los pasados soberanos se reunía un numeroso séquito que se sustentaba a costa de las panacas, y ocupaba la capital en recíprocas fiestas, borracheras y comilonas.
María Rostworowski

Todas las acciones de Huáscar explicadas, despertaron el rencor de las panacas, de sus servidores y demás entorno. Se dice que el Sapa Inca, en alguna oportunidad, quiso pasarse del Hanan Cuzco al Hurin Cuzco.[cita requerida] Cosa contraria le pasaba a Atahualpa, que había pasado diez años lejos de las intrigas cortesanas del Cuzco y era muy querido por los generales del ejército imperial, gran parte de los cuales, lo apoyaban, sobre todo el sector del ejército más experimentado y hábil.[cita requerida]

### Campañas exitosas de Atahualpa
Los atahualpistas fueron avanzando lentamente de norte a sur, y Huáscar empezó a preocuparse. Cuentan que en Huamachuco, Atahualpa mandó a dos emisarios para que consultaran sobre su futuro a la huaca Catequil. El oráculo le predijo un "mal fin". Enojado, Atahualpa marchó hacia la huaca y mató al sacerdote, destrozándole el cráneo con una porra de oro. Luego ordenó allanar el templo y quemarlo.
Cuando Atahualpa, se encontraba en Huamachuco, preparándose para viajar al Cuzco, llegaron unos mensajeros enviados por los curacas de Paita y Tumbes. Le informaron que habían llegado unos “extraños personajes que habitaban unas casas flotantes y montaban unos enormes animales”.
El general cuzqueño Huanca Auqui, quien, junto con los orejones Ahuapanti, Urco Huaranga e Inca Roca, marchó al norte al frente de un gran ejército que incluía a guerreros de las tribus norteñas enemigas de Atahualpa. Por su parte, Atahualpa ordenó a sus generales Chalcuchímac y Quizquiz enfrentar a los huascaristas, mientras que Rumiñahui permanecía en Quito. Los cuzqueños atacaron Tomebamba y Molleturo, siendo en ambas ocasiones rechazados. 
Huanca Auqui se replegó a Cusibamba, donde construyó fuertes para su defensa. Luego invadió el territorio de los bracamoros, aliados de los atahualpistas, pero en la lucha perdió 12.000 combatientes. Ambos ejércitos pactaron entonces una tregua. Los huascaristas la rompieron lanzando una ofensiva, pero fueron derrotados por Quizquiz en la sangrienta batalla de Cusibamba, tras lo cual se desbandaron; los que pudieron huir marcharon a Cajamarca, pasando por Huancabamba.
En su persecución a los huascaristas, Atahualpa atacó a las tribus de Tallán, punaeños, tumpis, chimus, yungas, paltas y cañaris. La campaña norteña se volvió una verdadera guerra de exterminio. En Tumbes, Atahualpa ejecutó a todos los jefes huascaristas y usó sus pieles para hacer tambores. Pasó también por Húasimo, Solana y Ayabaca, acabando con toda resistencia local y destruyendo todo a su paso. Los poechos, con miles de guerreros a la cabeza del jefe Huachu Puru ofrecieron resistencia, siendo vencidos. En el resto del valle de Chira los quiteños recibieron apoyo, en tanto que los curacas de Amotape y Chira les ofrecieron resistencia. Cerca de Caxas se produjo una gran batalla en la que los quiteños se impusieron, luego saquearon la ciudad, matando a miles y colgando de los pies a centenares de prisioneros. Atahualpa dejó como gobernador a Maiza Huilca (Maizavilca), el mismo que sería después enviado como embajador ante los españoles.
Los norteños continuaron su avance al sur con un poderoso ejército de más de 30.000 hombres, siguiendo la orden de su líder de destruir a todo pueblo que decidiera apoyar a Húascar. Cada día iban aumentando sus fuerzas con nuevos reclutas aunque seguían estando en inferioridad numérica (las tropas de Huáscar se estiman en unos 80.000 hombres).
Ante el avance de los atahualpistas, los huascaristas retrocedieron más hacia el sur, con dirección al Cuzco, sufriendo sucesivas derrotas en el trayecto. Según el cronista Santa Cruz Pachacuti, las victorias de Atahualpa se debían a que Huanca Auqui entró en tratos secretos con Atahualpa para ser "derrotado" con facilidad.
Cuando los restos del ejército cuzqueño llegaron a Cajamarca y trataron de reorganizarse, comandados por el hermano de Huáscar, general Tito Atauchi, y el joven comandante Quilaco Yupanqui, unos 10.000 chachapoyas y muchos cañaris y tallanes de Piura y Lambayeque llegaron como refuerzos. Las fuerzas de Quizquiz ocuparon Huancabamba y avanzaron al encuentro del enemigo, librándose la batalla de Cochahuaila (entre Huancabamba y Huambos); el combate fue muy sangriento y duró hasta el final del día; en la noche ambas fuerzas volvieron a sus campamentos, pero en la mañana los quiteños atacaron a los chachapoyas, matando a más de la mitad; el resto escapó, junto con los restos del ejército huascarista, hacia la meseta de Bombón (Pumpu). 
Tras la batalla de Cochahuaila, Atahualpa ocupó Cajamarca. Húascar había perdido 7000 hombres. Mientras sus generales marchaban hacia al Cuzco, Atahualpa se hospedó en Cajamarca. Según Cieza de León, tomó esa decisión al enterarse de la presencia de la expedición de Pizarro en Tumbes y Piura, y una vez allí invitó a Pizarro a encontrarse con él.
Cuando los atahualpistas llegaron a la meseta tuvieron que luchar tres días para tomar las posiciones enemigas. La retaguardia cuzqueña se quedó defendiendo para proteger la retirada del grueso de su ejército. El general Huanca Auqui organizó sus fuerzas en Hatun Xauxa (Hatunjauja); cerca de ahí, en Yanamarca, se enfrentó a los quiteños. La batalla costó un gran número de vidas. Ambos bandos luchaban por el control del valle del Hatunmayo o Huancamayo (Mantaro), por ser un punto estratégico. Al atardecer, los cuzqueños se retiraron a la margen derecha del río y los quiteños se quedaron en la Saya de Hatunjauja o Xauxa, que se convirtió en su principal base de operaciones. Atahualpa consiguió el apoyo del jefe local Manco Surichaqui.
En auxilio de los huascaristas llegó desde el Cuzco el general Mayta Yupanqui, al frente de un contingente formado por la nobleza cuzqueña. Este general, a nombre del Inca Huáscar, increpó duramente a Huanca Auqui por su inoperancia en la guerra; ello originaría desavenencias entre los huascaristas.  Huanca Auqui, en vez de organizar la lucha mancomunadamente con Mayta Yupanqui, se entregó a la borrachera y para congraciarse con el dios Pachacámac, envió grandes presentes al santuario de dicha divinidad situado en la costa. Un oráculo le vaticinó que triunfaría en Vilcas, en la actual región de Ayacucho.
No obstante los vaticinios favorables, los huascaristas siguieron sufriendo derrota tras derrota. Unos 2.000 cuzqueños, al mando de Mayta Yupanqui, permanecieron defendiendo el puente sobre el río Angoyaco (hoy Izcuchaca), mientras que Huanca Aunqui siguió solo hacia Vilcas (Ayacucho). Los cuzqueños resistieron en Angoyacu el avance de los quiteños por más de un mes; finalmente, se vieron forzados a continuar su retirada hacia el sur, siendo vencidos en Vilcas.
En su retirada, los huascaristas pasaron por Andahuaylas y luego por Curahuasi, mientras que en el Cuzco, el Inca Huáscar hacía innumerables sacrificios a las huacas. Pero todos los oráculos le fueron adversos.

### Batalla de Huanacopampa
Hacia 1532, los atahualpistas ocupaban con sus ejércitos el centro y sur del actual Perú. Las continuas derrotas preocuparon a Huáscar, que se empezaba a quedar sin reservas, llegando en ocasiones a enviar sacerdotes y curacas como generales. Huáscar replegó sus mermadas fuerzas al Cuzco, donde fueron reorganizadas en tres ejércitos. El primero bajo su mando personal, formado con orejones del Hurin Cuzco, cañaris y chachapoyas guarneciendo la capital. El segundo, comandado por Uampa Yupanqui, se movilizó a Cotabambas, donde se encontraban las fuerzas enemigas. El tercero, al mando de Huanca Auqui, tenía por misión de vigilar a sus enemigos y emboscarlos cuando tuviera la oportunidad. Mientras que los generales norteños Chalcuchímac y Quizquiz cruzaban con sus soldados el río Cotabamba.
La vanguardia quiteña, formada por 25 000 honderos, comandada por Chalcuchímac llegó al valle del río Apurímac, específicamente en Tavaray, junto al puente de Huacachaca, defendido por una poderosa fuerza huascarista. Sin saberlo Chalcuchimac, otra tropa cuzqueña había cruzado el río por el puente de Cunyac y le atacó por la retaguardia. Más de 10 000 quiteños murieron y el resto se retiró. Esta victoria dio nuevos bríos al Sapa Inca, que creyó posible nuevamente la victoria.
La tropa de Uampa Yupanqui se encontró primero con el enemigo en Huanacopampa (distrito de Tambobamba, provincia de Cotabambas, región Apurímac). Huáscar ordenó a todas sus fuerzas atacar también al enemigo. En la lucha resultó muerto el general quiteño Tomay Rimay. Los atahualpistas se replegaron a una colina durante la noche. Viendo que el lugar estaba rodeado de hierba seca, los cuzqueños iniciaron un incendio en el que murieron muchos de sus enemigos. Destacaron en la batalla los generales huascaristas Tito Atauchi y Topa Atao. Los enemigos sobrevivientes cruzaron el río Cotabamba, pero Huáscar decidió erróneamente no perseguirlos sino celebrar la victoria. Se dice que no lo hizo al considerar que esto de perseguir enemigos huyendo "no era digno de un Inca".

### Batalla de Quipaipán y captura de Huáscar

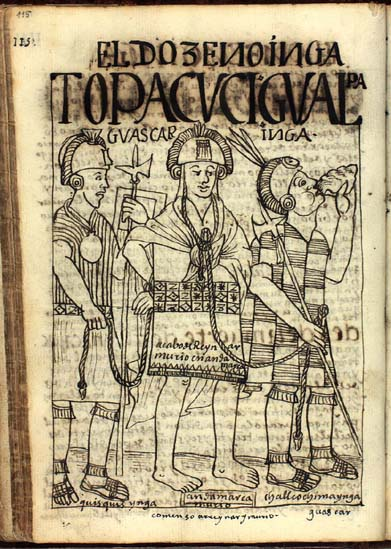
Huáscar conducido por Quizquiz y Chalcuchímac. Dibujo de Guamán Poma de Ayala.

Al día siguiente, el Sapa Inca ordenó al general Topa Atao cruzar el río y perseguir al enemigo. Éste llegó a una hondonada o barranco profundo llamada Chontacajas, y decidió entrar pues su misión era actuar de vanguardia de Huáscar, pero una vez dentro fue atacado desde las laderas por los atahualpistas, resultando masacrada su tropa.
Fue entonces cuando Chalcuchímac ordenó a Quizquiz marchar secretamente con 5.000 hombres y llegar por la retaguardia a Quipaipán, detrás de la posición donde se encontraba Huáscar. Éste, que se encontraba marchando confiado del avance de Topa Atao, se vio sorprendido, disponiendo entonces apurar la marcha al norte. Pero Chalcuchímac le cerró el paso y lo capturó. Por su parte el general quiteño llegó de nuevo a Huanacopampa, pero disfrazado de Huáscar. El grueso del ejército cuzqueño salió a recibirlo alegremente tirando las armas, con lo que las tropas quiteñas lograron un fácil pero ingenioso triunfo definitivo y tomaron prisionero en ella al general Tito Atauchi.
El victorioso ejército de Atahualpa, inicia su marcha hacia la ciudad del Cuzco, quedando Huáscar preso en Quiuipay, con custodia especial. Arriban a Yavira, en donde descansa el ejército. Enterados en el Cuzco de lo acontecido, viajan a Yavira, parte de la nobleza cuzqueña, para presentar su saludo al nuevo "Sapa Inca" Atahualpa, quien no se encontraba en esa aldea. Chalcuchímac, ordenó castigar ejemplarmente al general huascarista Huanca Auqui y a los villaomas Apo Challco Yupanqui y Rupaca, bajo la acusación de “haber entregado la mascaypacha a Huáscar”. Luego, los atahualpistas tomaron el Cuzco sin resistencia alguna.

### Masacre en el Cuzco
Tras ser apresado, Huáscar fue conducido al Cuzco por Chalcuchímac y Quizquiz, donde se le obligó a presenciar la muerte de sus familiares, tanto directos como indirectos. Su madre le reprochó el estado en el que había quedado el imperio por su forma de gobernar. Tras esto, el ejército atahualpista tomó el Cuzco y lo saqueo sin resistencia alguna, donde sus soldados (que eran todos de etnias norteñas: pastos, caranquis y cayambes) extrajeron la momia del Inca Túpac Yupanqui y la quemaron en la plaza principal. Estas etnias guardaban resentimientos hacia los cuzqueños, especialmente a Túpac Yupanqui por la conquista de sus territorios y por haber matado a sus familiares.

“Los mitmas incas de Quito con los cayambes, carangues y pastos diezmaron a casi toda la familia de Huáscar y Túpac Yupanqui. Perpetraron destrozos increíbles en el Cuzco; únicamente respetaron el acllahuasi y el Coricancha. De las momias incas, la de Túpac Yupanqui fue vilipendiada y achicharrada.

Huáscar, que había perdido en la batalla de Cotabamba, la última de la guerra civil, fue sometido a un lacerante escarnio. Sus esposas e hijos eran asesinados y desmembrados en su presencia; incluso su personal de servicio. En fin, todos los que habían simpatizado con él eran perseguidos, colgados y desviscerados, exhibiendo sus cadáveres desde Jaquijauana hasta el Cuzco.

Así fue como los cayambes, carangues y pastos se vengaron de la hecatombe de Yaguarcocha, mientras que para los mitimaes incas de Quito, que colaboraban con Atahualpa, significaba capturar el poder y gobierno del Tahuantinsuyu".
Waldemar Espinoza Soriano

La toma del Cuzco por Quizquiz terminó con la muerte de muchas familias de la nobleza cuzqueña y el incendio de los palacios de la panaca de Huáscar. Durante la guerra civil, las fuentes, como sucede muchas veces en lo que respecta a la historia precolombina, varían mucho sobre la cifras de muertos, que van de 60.000 a 1.100.000. Según cuentas las crónicas del Inca Garcilaso de la Vega solo en la batalla de Hatun Xauxa murieron 150.000 soldados de ambos bandos.

"Acudieron al Cuzco todos los incas de la sangre real de Huáscar Inca, a quienes, por disposición expresa de Atahuallpa Inca, los generales Challcuchima y Quísquiz mandaron matar, para que no hubiera ningún peligro de sublevación ni reclamo de legítima sucesión.

A Huáscar Inca le obligaron a presenciar todas esas muertes. Uno de esos días crueles, todos los curacas, funcionarios reales y altos militares fueron llevados a la explanada de Sacsahuana (Sacsayhuamán o Sacsahuamán) y los hicieron formar en dos filas, con las manos atadas.
De pronto, los indefensos prisioneros vieron que traían a Huáscar Inca vestido de color plomo, atadas sus manos atrás y con una soga en el cuello; y que era obligado a pasar entre ellos. Todos se arrodillaron ante el Zapa Inca.
Esa prueba de lealtad era lo que estaban esperando los verdugos de Challcuchima y Quízquiz para utilizar sus champis o porras y proceder a matarlos a golpes. Muy pocos de ellos se salvaron de esa salvaje matanza.

Luego, juntaron a todas las mujeres y niños en el Coricancha y de ahí los iban sacando y llevando a Yahuarpampa, donde los mataron a todos, usando los métodos más crueles”.
Julio E. Villanueva Sotonayor

Atahualpa, desde sus aposentos en Cajamarca, celebraba los contundentes triunfos de sus tropas en el sur, considerándose invencible. Aquellos días de noviembre de 1532, permitió que unos extranjeros barbudos, que llegaron por las costas de Tumbes, ingresaran al imperio y se entrevistaran con él: eran los conquistadores españoles.

## Inicia la conquista española

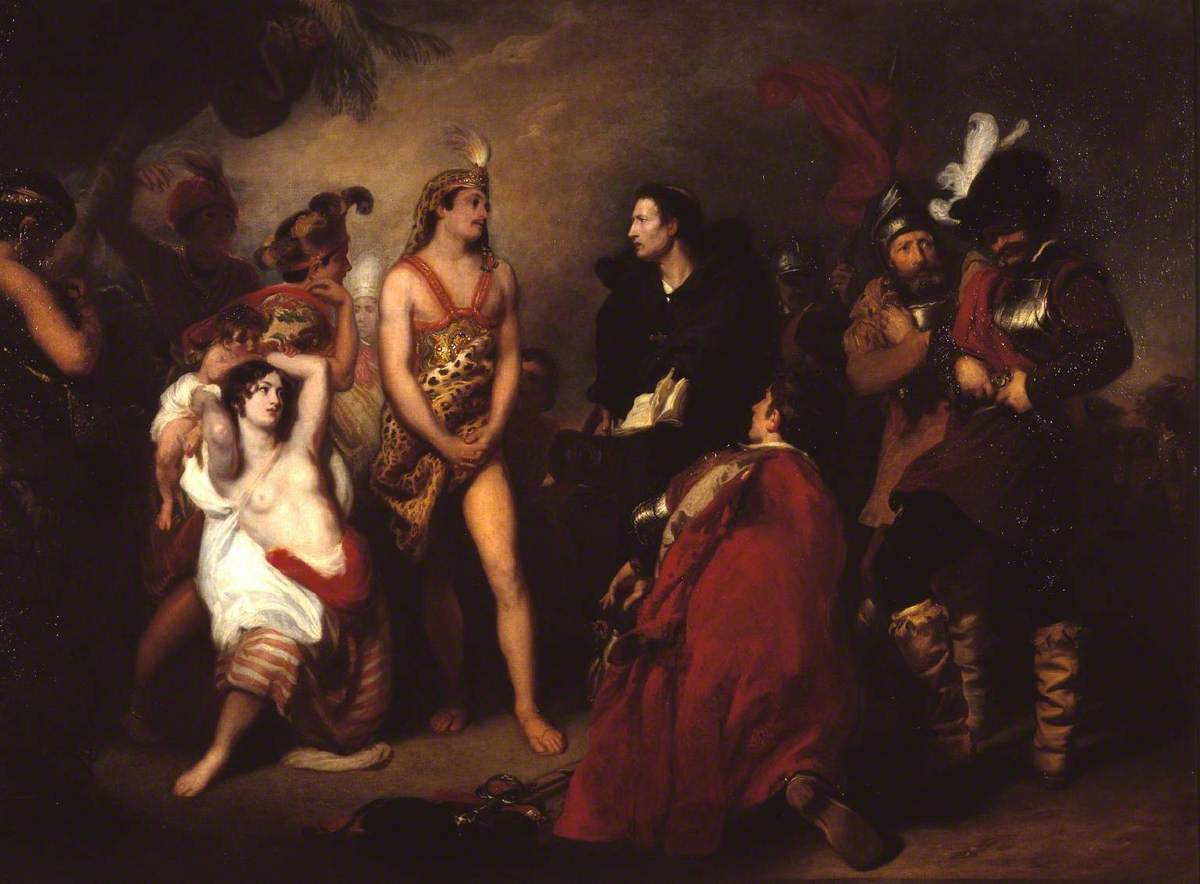
La primera entrevista entre españoles y peruanos, pintura de Henry Perronet Briggs que representa el encuentro entre Atahualpa y el fray Vicente de Valverde.

A poco de finalizar la guerra irrumpieron los conquistadores españoles bajo el mando de Francisco Pizarro, el cual inició una serie de proclamas por uno y por otro bando, lo que les permitió entrar sin ser atacados en el imperio por el límite norte. Finalmente se decidieron como partidarios de Huáscar tras los sucesos en Cajamarca donde emboscaron, capturaron y posteriormente dieron muerte al vencedor de la guerra civil: Atahualpa.
La guerra interna fue aprovechada por los españoles quienes se apoyaron primero en los huascaristas y luego en otros nobles incas para proveerse de ayuda en hombres y, principalmente, de la cobertura ideológica que desarmó la resistencia inicial de un amplio sector de la población andina pues los europeos se presentaron como terceros o árbitros del conflicto, siendo muy tarde cuando las naciones aliadas descubrieron el engaño.

### Muerte de Huáscar
Mientras Atahualpa se encontraba prisionero en Cajamarca, ordenó que su hermano Huascar fuese conducido hasta donde se hallaba. Sin embargo, antes de que se encontraran, y temiendo que Pizarro liberara a Huáscar y le devolviera el poder, ordenó su ejecución en secreto en el poblado de Andamarca.

“Cuando se supo en el campamento cómo Atabalica había sido hecho prisionero y por qué gente, y que se requería una casa de oro y plata para su rescate, llegó a oídos de Guázcar, quien dijo: "¿Cómo será mi hermano tanto oro y plata para sí mismo, yo daría el doble de lo que él puede, si lo mataran, y me dejaran como señor.” Este dicho fue dicho a Puricachima [Chalcuchímac], el cual luego envió un mensajero a Atabalica para decirle lo que su hermano había dicho. Entonces Atabalica fue al gobernador [Francisco Pizarro], fingiendo pena, y diciendo que había recibido noticia de que su hermano había sido muerto por el capitán que lo había hecho preso. Como Pizarro ignoraba el engaño, trató de consolar a su prisionero diciéndole que no se entristeciera, que como su hermano estaba muerto, no había nada que hacer”.
Narrativa de las Actas de Pedrarias Dávila de Pascual de Andagoya

Según las crónicas, el cuerpo de Huáscar fue arrojado al río Yanamayo o río de Andamarca, cerca del pueblo de Andamarca. Respecto a la ubicación de Andamarca, se tienen dos sitios, el primero se ubicaba a 30 km al sur de Huamachuco, cerca de Cajamarca. Mientras que el segundo se ubica en el departamento de Ayacucho.

### Los Incas colaboracionistas
Mientras Quizquiz custodiaba el Cuzco, Pizarro había tomado contacto con un hermano de Huáscar y Atahualpa, Túpac Hualpa. Toparpa (como lo llamaban los españoles) fue nombrado Sapa Inca por Pizarro y en tal calidad inició un viaje haciendo apenas dos meses más tarde de su entronización. Pizarro acusó a Chalcuchímac de haber envenenado al Inca y lo condenó a muerte. Rumiñahui y Quizquiz corrieron suertes diferentes. El primero continuó la resistencia quiteña ante Sebastián de Belalcázar, lugarteniente de Pizarro, hasta caer derrotado. En cambio Quizquiz luchó contra Hernando de Soto y Manco Inca, otro de los hijos de Huayna Cápac y futuro sucesor de Túpac Hualpa, tratando de juntarse con Rumiñahui. Esto no lo lograría al terminar siendo asesinado por su capitán Huayna Palcón luego de una discusión.
De su lado, la nobleza cuzqueña, menguada por la guerra civil, se refugió en torno a la sucesión del hermano de Túpac Hualpa, Manco Inca, el cual fue instituido Sapa Inca en el Cuzco en una acción anterior al saqueo de la capital imperial por los hispanos. No tardó sin embargo, en darse cuenta Manco Inca de la verdadera naturaleza de los conquistadores y encabezó un formidable levantamiento, que culminaría con los Incas de Vilcabamba.